# Лисенко Володимир Миколайович
Володимир Миколайович Лисе́нко (4 січня 1956 — 19 квітня 2021) — російський політичний діяч, політолог.

## Сім'я
Володимир Лисенко народився 4 січня 1956 року в Одесі в сім'ї викладачів. Батько — Лисенко Микола Олександрович, мати — Лисенко Анастасія Кузьмівна.

 Дружина — Лисенко Любов Михайлівна, доктор історичних наук — викладає історію у Московському педагогічному державному університеті. Сини — Михайло і Влолодимир.

## Освіта
Юність провів у Запоріжжі. В 1972 році, закінчив з золотою медаллю школу, поступив на МДУ імені М. В. Ломоносова, який закінчив з червоним дипломом. З 1979 по 1981 рік вчився в аспірантурі МДУ, захистив дисертацію на тему проблеми партійних систем на здобуття вченого ступеня кандидата філософських наук. В 1995 року захистив докторську дисертацію в області політичних наук на тему «Розвиток федеративних відносин у сучасній Росії». Професор.

## Наукова діяльність
З 1980 по 1990 рік працював викладачем суспільних наук у МАІ імені С. Орджонікидзе (асистент, старший викладач, доцент). З 1994 року — президент Інституту сучасної політики. Один з головних спеціалістів в області проблем федералізму, регіональної політики і міжнаціональних відносин.

До 2009 року В. Лисенко — професор кафедри прикладної політології факультету прикладної політології Державного університету «Вища школа економіки».

## Партійно-політична діяльність
В 1985 року створив студентський політклуб МАІ «Орбіта», який став одним з найбільш активних і відвідуваних в Москві в роки перебудови. В 1987 році став одним з засновників товариства «Меморіал».

В 1988 році увійшов до Міжклубної партійної групи, ціллю якої було сприяння справжньої перебудови і демократизації в КПРС. У травні 1989 року з Міжклубної партійної групи вийшла найбільш радикальна половина на чолі з Ігорем Чубайсом та В. Лисенко, утворивши Московський партійний клуб (Комуністи за перебудову). Разом з Ігорем Чубайсом Володимир Лисенко став ініціатором створення в 1990 року «Демократичної платформи в КПРС» — найбільшої опозиційної течії всередині Компартії часів перебудови. Був вибраний делегатом Установчого з'їзду КП РРФСР і XXVIII з'їзду КПРС. В червні 1990 виступав в КПЗ від імені Демократичної платформи з програмою реформування КПРС в соціал-демократичну партію.

Влітку 1990 року Лисенко був делегатом Російської комуністичної партії, висувався на пост генерального секретаря, але поступився Івану Полозкову. Участь в роботі з'їзду принесло не тільки розчарування, але і впевненість в необхідності створення самостійної партії. В червні 1990 року В. Лисенко вийшов з КПРС, а 13 жовтня брав участь в Установчій конференції «Демократичної платформи поза КПРС».

В листопаді 1990 року став засновником і одним з трьох співголів Республіканської партії Росії, що виникла на базі «Демократичної платформи поза КПРС». Займав пост голови партії.
На початку 1991 був ініціатором створення «Демократичного конгресу», коаліції антикомуністичних організацій союзних республік (ДемРосія, РПРФ, «Рух», Партія демократичного відродження України і т. д.). В грудні 1991 року брав участь у створенні Конгресу демократичних сил республік і національних утворень у складі РФ.
На З'їзді народних депутатів РФ був одним із засновників фракції «Згода заради прогресу».
За власною оцінкою, до 1987 року дотримувався ліберально-комуністичних поглядів, з 1987 по 1990 рік — соціал-демократичних, а починаючи з 1991 року — соціально-ліберальних.

В 2005 році був вибраний на з'їзді РПР в політраду Республіканської партії Росії разом з Володимиром Рижковим, Валерієм Зубовим і Валентиною Мельниковою, але Федеральна реєстраційна служба заявила про нелегітимність з'їзду і заморозила партійні рахунки.

## Державна діяльність
В 1990 році був висунутий колективом МАІ народні депутати РРФСР і вибраний депутатом.
В 1992—1993 роках працював замісником голови Державного комітету Російської Федерації по справам федерації і національностей С. Шахрая, особисто брав участь у врегулюванні більшості конфліктів на території колишнього СРСР. Був керівником робочої групи Ради безпеки Росії по підготовці Концепції національної політики Росії на Північному Кавказі. За роки роботи в Комітеті по справам Федерації і в Мінаці об'їздив всі суб'єкти Російської Федерації.

В жовтні 1993 році у час розгону Державної думи встав на сторону президента Ельцина.

У грудні 1993 році був вибраний депутатом Державної думи Росії (по списку виборчого блока «Явлінский—Болдирєв—Лукін»). В 1994 році вийшов із фракції «Яблуко», був членом депутатських груп «Регіони Росії», «Російські регіони». З 1994 року — член російської делегації в Міжпарламентської асамблеї ераїн СНГ.

В кінці 1994 році був рішучим противником вводу російських військ в Чечню. Вилітав в Грозний для звільнення з чеченського полону російських військовослужбовців.
В 1995 році на виборах в Державну думу був одним з творців виборчого об'єднання «Памфілова — Гуров — Володимир Лисенко (Республіканська партія Російської Федерації)». Блок тоді набрав 1,6 % — близько 1 млн голосів виборців і в Держдуму не пройшов.
В 1995 році і в 1999 році Лисенко перемагав на виборах в Державну думу в Ленінградському виборчому окрузі Москви.

З 1993 року працював в Комітеті Державної Думи по справам Федерації і регіональної політики на посаді замісника голови. Автор і співавтор більше 50 законів, в тому числі найважливішого федеративного закону «Про принципи і порядки розмежування предметів ведення і повноважень між органами державної влади РФ і органами державної влади суб'єктів РФ» (1999), законопроєкту «Про альтернативну громадянську службу» (2001).
На виборах 2003 року в цьому ж окрузі не був вибраний в Держдуму.

## Основніпублікації
- «Об этнологической ситуации на Северном Кавказе»ː Доклад для Совета Безопасности. 1992 («Про етнологічну ситуацію на Північному Кавказі»)
- «О соответствии Конституций республик Конституции России»ː Доклад для парламентских слушаний, М., 1994 («Про відповідність Конституцій республік до Конституції Росії»)̠.
- «От Татарстана до Чечни: становление нового Российского федерализма»ː монография. М.ː Ин-т современной политики, 1995. 298 с.   [Архівовано 7 листопада 2017 у Wayback Machine.] («Від Татарстану до Чечні. Становлення нового російського федералізму»).
- «О проблемах разграничения полномочий в субъектах РФ»ː Доклад для парламентских слушаний, М., 1996. («Про проблеми розмежування повноважень в суб'єктах РФ»)
- Біографія [Архівовано 27 березня 2022 у Wayback Machine.]
- Біографія